# Junco bairdi
Junco bairdi (лат.) — вид воробьиных птиц из семейства Passerellidae. Эндемик полуострова Баха-Калифорния в Мексике. Не совершают перелётов. Обитают в лесах, на лугах и в кустарниках, держатся на высотах от 1200 до 4300 м. Ранее считался подвидом Junco phaeonotus.

## Описание
Средних размеров птицы, длиной 14—15 см. Внешне похожи на Junco phaeonotus. Отличаются явно бледными перьями, ржаво-бежевыми по бокам, гораздо меньшими элементами чёрного цвета на лице и меньшими размерами, но не клювом.
МСОП присвоил виду таксону охранный статус «Виды, близкие к уязвимому положению» (NT).